# C-525
La C-525 era una carretera comarcal que discurría entre las localidades de Sequeros (Salamanca) y Fermoselle (Zamora). Pertenecía a la Red de Carreteras Comarcales del Ministerio de Fomento. Pasa por las localidades salmantinas de Sequeros, San Miguel del Robledo, Cereceda de la Sierra, Tamames, Cabrillas, Santa Olalla de Yeltes, Las Cantinas, La Fuente de San Esteban, El Cubo de Don Sancho, Traguntía, Vitigudino y Trabanca, y la localidad zamorana de Fermoselle. 
Esta antigua carretera comarcal unía la antigua  C-515  (SA-220) en Sequeros con la antigua  C-527  (CL-527) en Fermoselle pasando por la  N-620 

## Actualidad
Actualmente esta vía está dividida en las siguientes carreteras:
- SA-220  que corresponde con el tramo que va de Sequeros al cruce de la carretera  SA-220  con la carretera  SA-215 .
- SA-215  que corresponde con el tramo que va de la carretera  SA-220  a la carretera  N-620 .
- SA-315  que corresponde con el tramo que va de la carretera  N-620  a Trabanca.
- SA-316  que corresponde con el tramo que va de Trabanca a L. P. Zamora.
- ZA-316  que corresponde con el tramo que va de L. P. Salamanca a Fermoselle.